# Gisela Cech
Gisela Cech (verheiratete Vondrak; * 29. August 1945) ist eine ehemalige österreichische 1. Solotänzerin. 

## Werdegang
Sie war verheiratet mit dem verstorbenen österreichischen 1. Solotänzer Paul Vondrak und hat einen Sohn. Auch nach der Hochzeit trat sie unter ihrem Mädchennamen „Cech“ auf. 1961 wurde sie ins Corps de Ballet der Wiener Staatsoper engagiert. 1970 wurde sie Solotänzerin. Von 1972 bis 1989 war sie erste Solotänzerin der Wiener Staatsoper.
Cech tanzte unter anderem mit Rudolf Chametowitsch Nurejew, Michael Birkmayer, Karl Musil, Fernando Bujones, Gyula Harangozo.
1965 trat sie in dem Fernsehfilm „Die Irrfahrten des Odysseus“ als Helena auf.
Zwischen 1979 und 1983 war sie in 16 Aufführungen von Rudolf Nurejews Wiener Schwanensee in der Doppelrolle der Odette/Odile zu sehen.
1981 wurde ihr das Österreichische Ehrenkreuz für Wissenschaft und Kunst 1. Klasse verliehen.
2023 war sie als Gesprächspartner in dem Film von Anne-Kathrin Peitz (ZDF/Arte): „Sternstunden der Musik: Rudolf Nurejews ‚Schwanensee‘“ als Interviewpartnerin zu sehen.